# Bobota
Bobota is een plaats in de gemeente Trpinja in de Kroatische provincie Vukovar-Srijem. De plaats telt 1651 inwoners (2001).